# Diecéze belleysko-arská
Diecéze belleysko-arská (lat. Diocesis Bellicensis-Arsensis, franc. Diocèse de Belley-Ars) je francouzská římskokatolická diecéze. Leží na území departementu Ain, jehož hranice přesně kopíruje. Sídlo biskupství i katedrála Katedrála svatého Jana Křtitele se nachází v Belley. Diecéze je součástí lyonské církevní provincie.
Od 15. června 2012 je diecézním biskupem Mons. Pascal Roland.

## Historie
Biskupství bylo v Belley založeno v průběhu 5. století. 
Na počátku 12. století získal hrabě Amadeus III. Savojský kontrolu nad Belley a oblastí Bugey. V roce 1535 vpadl do savojského území francouzský král František I. a držel jej až do uzavření míru v Cateau-Cambrésis v roce 1559.
V důsledku konkordátu z roku 1801 bylo podobně, jako mnoho jiných francouzských biskupství k 29. listopadu 1801 zrušeno a včleněno do území lyonské arcidiecéze.
K obnovení diecéze došlo 6. října 1822, bulou papeže Pia VII. Dne 23. ledna 1988 došlo ke změně názvu diecéze na Belley-Ars (právě v Arsu působil svatý Jan Vianney).
Diecéze Belley-Ars je sufragánem lyonské arcidiecéze.